# Katica
Katica je ženské křestní jméno slovanského původu, četné zejména v zemích bývalé Jugoslávie, obzvláště pak v Chorvatsku. Jde o chorvatskou domáckou podobu křestního jména řeckého původu Kateřina, která se stala samostatným jménem. Podle chorvatského kalendáře slaví svátek 24. března, společně se jmény Katarina a Kata.

## Počet nositelů
K roku 2014 žilo na světě přibližně 43 416 nositelek jména Katica, z toho více než polovina v Chorvatsku, kde je Katica dvanáctým nejčastějším ženským jménem. V ostatních zemích bývalé Jugoslávie jméno Katica příliš běžné není.
| Stát                | Četnost | Pořadí |
| ------------------- | ------- | ------ |
| Chorvatsko          | 23 813  | 32.    |
| Srbsko              | 13 540  | 115.   |
| Bosna a Hercegovina | 1 963   | 454.   |
| Slovinsko           | 745     | 495.   |
| Severní Makedonie   | 704     | 561.   |
| Černá Hora          | 272     | 435.   |
| Kosovo              | 40      | 3 613  |

## Vývoj popularity
V současnosti je jméno Katica mezi novorozenými dívkami extrémně vzácné. Nejvíce bylo jméno Katica v Chorvatsku dětem dáváno v první polovině 20. století, přičemž od roku 1947 mělo trvale sestupný trend. Jméno Katica se vyskytuje sporadicky již od 80. let 20. století, v roce 1980 jej získalo pouze 0,19 % žen. Ve 21. století jméno mezi novorozenci téměř vymizelo, jelikož bylo nahrazeno jménem Katarina. Nejvíce populární bylo v roce 1930, kdy jej dostalo 3,8 % nově narozených, k roku 2013 však činila popularita jména 0 %, takže se v tomto roce žádné Katice pravděpodobně nenarodily. Nejnovější nenulová popularita (0,01 %) byla v roce 2011.

## Významné osobnosti
- Katica Babijanovićová – chorvatská naivní umělkyně
- Katica Bačićová – chorvatská básnířka
- Katica Ćulavková – severomakedonská básnířka a historička
- Katica Ilešová – chorvatská házenkářka
- Katica Illényiová – maďarská houslistka
- Katica Ivaniševićová – rektorka vysoké školy v Rijece
- Katica Kovačová – chorvatská spisovatelka maďarského původu
- Katica Labašová – srbská herečka
- Katica Lugumerská – srbská herečka
- Katica Prpićová – chorvatská stavební inženýrka a politička
- Katica Vargová – chorvatská spisovatelka maďarského původu
- Katica Želiová – srbská herečka